# Жислин, Григорий Ефимович
Григо́рий Ефи́мович Жи́слин (14 мая 1945, Ленинград, РСФСР, СССР — 2 мая 2017, Берлин, Германия) — российский и британский скрипач и педагог, альтист. Заслуженный артист РСФСР (1984).

## Биография
Родился в семье альтиста Ефима Григорьевича Жислина. Закончил сначала в 1963 году Центральную музыкальную школу при Ленинградской консерватории по классу скрипки Г. И. Гинзбурга. Затем окончил Московскую консерваторию в 1969 году (ученик Юрий Янкелевича). И после этого поступил в Аспирантуру при Московской консерватории, которую закончил в 1971 по классу того же Ю. И. Янкелевича.
Стал лауреатом международных конкурсов, таких как: имени Никколо Паганини в Генуе (Италия) (1967 год, Первая премия); имени королевы Елизаветы в Брюсселе (Бельгия) (1976 год, серебряная медаль). Стал солистом Московской филармонии в 1970 году.
Григорий Жислин был членом жюри многих Международных конкурсов. Исполнительское мастерство скрипача высоко ценили коллеги; многие и отечественные, и зарубежные композиторы доверяли Жислину первое исполнение своих сочинений (Альфред Шнитке, Эдисон Денисов, София Губайдулина, Кшиштоф Пендерецкий и другие).
Композитор был первым исполнителем концертов Ю. А. Фалика, Б. И. Тищенко, Е. К. Голубева, М. Л. Таривердиева.
С 1971 года занимался преподавательской деятельностью в Харьковском институте искусств, с 1978 по 1989 года — доцент в Музыкально-педагогическом институте им. Гнесиных. В 1982 стал профессором Краковской музыкальной академии, а затем и Варшавской академии имени Ф.Шопена. С 1990 года преподавал как профессор (а с 1992 года как почётный профессор) в Королевском колледже музыки в Лондоне и Высшей школе музыки в Вюрцбурге.
Выступил в 1981 году со скрипичными концертами У. Уолтона, К. Пендерецкого, тем самым представив их творчество русской публике. Постепенно Жислин овладел игрой на альте и дал концерты для альта Пендерецкого, А. Г. Шнитке, Б. Бартока, Уолтона, исполнил сонаты Ф. Шуберта и Д. Д. Шостаковича.
Активно гастролировал по России и за пределами Отечества (во многих странах Европы, Америки, в Японии и Австралии). Много сотрудничал с зарубежными коллективами, такими как: Саксонская государственная капелла, Лейпцигский оркестр Гевандхауза, Венский симфонический оркестр, Варшавский филармонический оркестр, Краковская филармония имени Кароля Шимановского и многими другими.
Ещё одними из заслуг музыканта можно назвать его неоднократное участие в фестивалях современной музыки в городах мира (Москва, Берген, Берлин, Флоренция, Трено), а также выступления на концертах под названием «Варшавская осень» и «Пражская весна». Давал мастер-классы по мастерству в странах Европы (Норвегия, Германия, Сербия, Словения, Хорватия, Франция и другие) и США.
Среди учеников — Илья Груберт, Дмитрий Ситковецкий, Николас Кёккерт, Дэниэл Хоуп, Сергей Хачатрян и другие.

## Награды
- 1967 — 1-я премия на Международном конкурсе им. Николы Паганини в Генуе
- 1984 — Заслуженный артист РСФСР
- 1984 — Орден «За заслуги в области культуры» (Польша).

## Примечание
1. ↑  Жислин григорий ефимович — Российская Еврейская Энциклопедия. Дата обращения: 27 июня 2022. Архивировано 21 июня 2022 года.
2. ↑  Архивированная копия. Дата обращения: 3 октября 2017. Архивировано из оригинала 10 мая 2019 года.